# Cephalotes klugi
Cephalotes klugi är en myrart som först beskrevs av Carlo Emery 1894.  Cephalotes klugi ingår i släktet Cephalotes och familjen myror. Inga underarter finns listade.